# 似眼藍子魚
似眼藍子魚為輻鰭魚綱鱸形目刺尾魚亞目藍子魚科的其中一種，於1979年由魚類學家David J. Woodland和John E. Randall首次正式描述，模式產地為維林吉利島，馬爾地夫馬累環礁的一部分，分布於印度洋的馬爾地夫及斯米蘭群島海域，棲息深度1-30公尺，本魚體呈橢圓形且側扁，顏色上半身為淺藍色，下半身為銀色，頭體及尾柄均佈有黃色斑點，下巴上有一條棕色斑紋，尾鰭深分叉，背鰭硬棘13枚、背鰭軟條10枚、臀鰭硬棘7枚、臀鰭軟條9枚，硬棘具有毒腺，需留意，體長可達31公分，棲息在珊瑚礁或礁石區海域，成魚成對活動，以藻類和海綿為食，可作為食用魚及觀賞魚。 

## 擴展閱讀
維基物種上的相關：似眼藍子魚